# Samuel Rutherford
Rev Prof Samuel Rutherford (sau Samuell Rutherfoord; n. 1600, Nisbet⁠(d), Scottish Borders, Scoția, Regatul Unit – d. 29 martie 1661, Londra, Regatul Angliei) a fost un pastor scoțian presbiterian, teolog și autor și unul dintre comisionarii scoțieni la Adunarea Westminster.

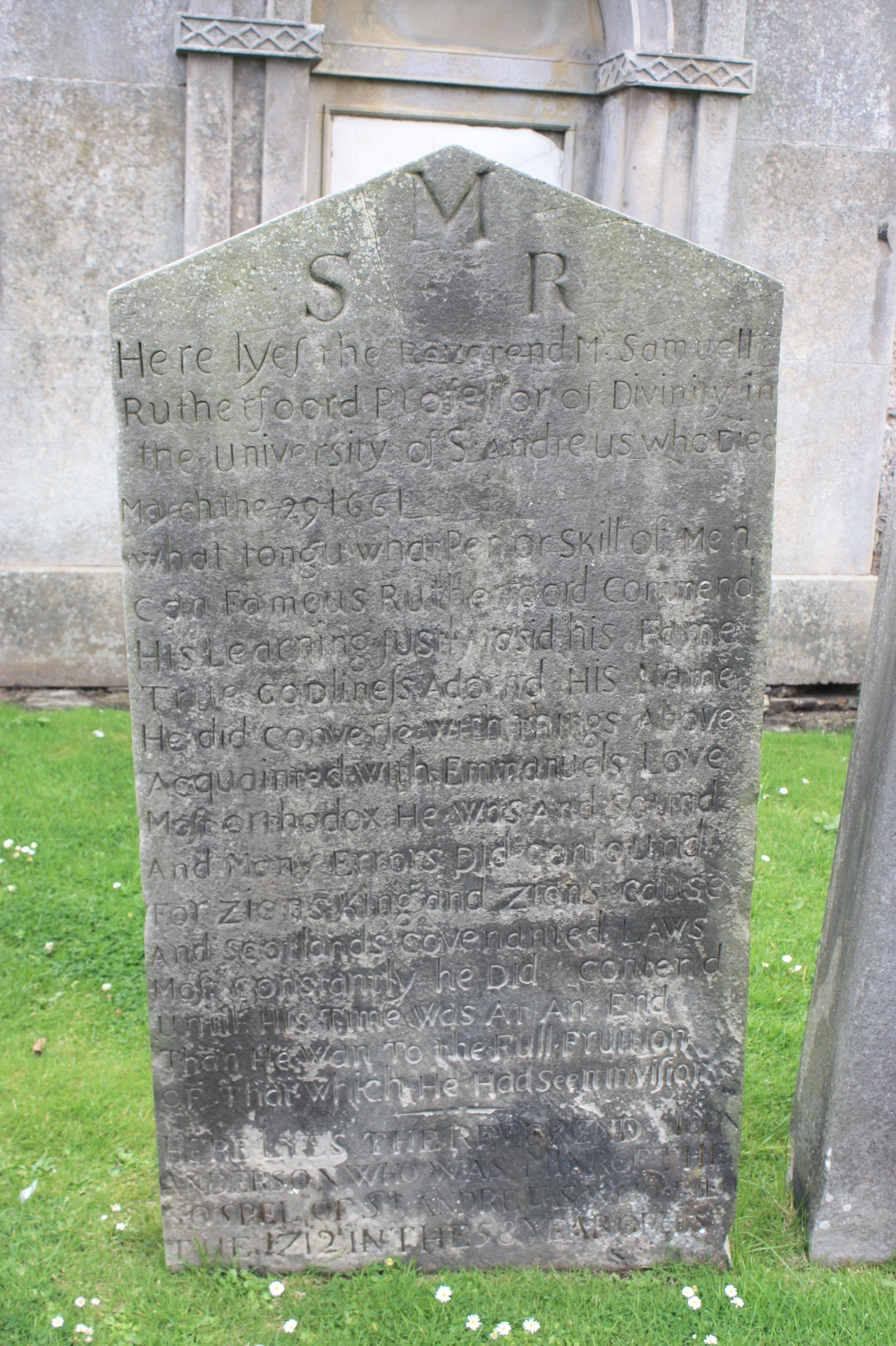
Mormântul lui Samuel Rutherford, catedrala din Catedrala St Andrews

.

## Legături externe
- Lucrări de Samuel Rutherford la Proiectul Gutenberg
- Opere de sau despre Samuel Rutherford la Internet Archive